# Sarah Palfreyová
Sarah Palfreyová (provdána jako Fabyanová, Cookeová a Danzigová; 18. září 1912, Sharon – 27. února 1996, New York) byla americká tenistka. Měla na svém kontě osmnáct grandslamových titulů. Dvakrát vyhrála dvouhru na americkém šampionátu (1941, 1945), dvakrát zde neúspěšně hrála finále (1934, 1935), devětkrát v New Yorku triumfovala v ženské čtyřhře (1930, 1932, 1934, 1935, 1937, 1938, 1939, 1940, 1941) a čtyřikrát ve čtyřhře smíšené (1932, 1935, 1937, 1941). V ženském deblu dvakrát ovládla i Wimbledon (1938, 1939) a v mixu Roland Garros (1939). Grand Slam jí unikl, neboť nejezdila na Australian Open, jako řada jiných hráčů té doby. Šest deblových grandslamových titulů získala ve dvojici s Alice Marbleovou, tři s Helen Jacobsovou, jeden s Betty Nuthallovou a Margaret Osborneovou. K vítězstvím v mixu jí dopomohli Fred Perry, Enrique Maier, Don Budge, Elwood Cooke (manžel v letech 1940–1949) a Jack Kramer. Pár Palfreyová–Marbleová byl neporažen deset let (1937 až 1947), poté Palfreyová odešla k profesionálům. V letech 1941 až 1945 byla nejlépe hodnocenou americkou hráčkou, ale v mnoha částech světa se v té době tenisový život zastavil kvůli válce. Po jejím skončení bojovala o to, aby na amerických turnajích směly hrát i hráčky tmavé pleti, zejména Althea Gibsonová. Průlomové byly i její pokusy s komentováním rozhlasových basketbalových přenosů na stanici WHN v letech 1946–1947, bylo to poprvé, kdy sportovním expertem po boku moderátora byla u mužského basketbalu žena. V roce 1963 byla uvedena do Mezinárodní tenisové síně slávy.